# Junioren-Badmintonpanamerikameisterschaft 2016
Die Junioren-Badmintonpanamerikameisterschaft 2016 fand vom 19. bis zum 23. Juli 2016 in Lima statt.

## Medaillengewinner der U19
| Disziplin    | Gold                       | Silber                      | Bronze                                                   |
| ------------ | -------------------------- | --------------------------- | -------------------------------------------------------- |
| Herreneinzel | Cleyson Nobre Santos       | Gokul Kalyanasundaram       | Joao Marcos Moreira                                      |
| Herreneinzel | Cleyson Nobre Santos       | Gokul Kalyanasundaram       | Waleson Vinicios Evangeli Santos                         |
| Dameneinzel  | Qingzi Ouyang              | Jennie Gai                  | Jamie Hsu                                                |
| Dameneinzel  | Qingzi Ouyang              | Jennie Gai                  | Bianca Tam                                               |
| Herrendoppel | Desmond Wang Brian Yang    | Ricky Liuzhou Cadmus Yeo    | Vinson Chiu Brian Duong                                  |
| Herrendoppel | Desmond Wang Brian Yang    | Ricky Liuzhou Cadmus Yeo    | Jonathan Matias Cleyson Nobre Santos                     |
| Damendoppel  | Giselle Chan Katie Ho-Shue | Jackeline Luz Amanda Santos | Inés Castillo Paula La Torre                             |
| Damendoppel  | Giselle Chan Katie Ho-Shue | Jackeline Luz Amanda Santos | Nairoby Abigail Jiménez Bermary Altagracia Polanco Muñoz |
| Mixed        | Brian Yang Katie Ho-Shue   | Vinson Chiu Jamie Hsu       | Cesar Adonis Brito Gonzalez Nairoby Abigail Jiménez      |
| Mixed        | Brian Yang Katie Ho-Shue   | Vinson Chiu Jamie Hsu       | Nicolas Nguyen Alexandra Mocanu                          |

## Medaillengewinner der U17
| Disziplin    | Gold                       | Silber                             | Bronze                                               |
| ------------ | -------------------------- | ---------------------------------- | ---------------------------------------------------- |
| Herreneinzel | Brian Yang                 | Christopher Martínez               | Jonathan Matias                                      |
| Herreneinzel | Brian Yang                 | Christopher Martínez               | Uriel Canjura                                        |
| Dameneinzel  | Katie Ho-Shue              | Jaqueline Lima                     | Joanna Liu                                           |
| Dameneinzel  | Katie Ho-Shue              | Jaqueline Lima                     | Amelia Lee                                           |
| Herrendoppel | Bryce Kan Ethan Low        | Eric Chang Karthik Kalyanasundaram | Jesús Barajas Luis Montoya                           |
| Herrendoppel | Bryce Kan Ethan Low        | Eric Chang Karthik Kalyanasundaram | Bruno Mauricio Barrueto Deza Diego Subauste          |
| Damendoppel  | Jaqueline Lima Sâmia Lima  | Angela Chen Belle Tuen             | Yaquelin Duarte Adelina Quiñones                     |
| Damendoppel  | Jaqueline Lima Sâmia Lima  | Angela Chen Belle Tuen             | Micaela Flores Fernanda Saponara Rivva               |
| Mixed        | Fabrício Farias Sâmia Lima | Ricky Lizhou Joanna Liu            | Karthik Kalyanasundaram Angela Zhang                 |
| Mixed        | Fabrício Farias Sâmia Lima | Ricky Lizhou Joanna Liu            | Bruno Mauricio Barrueto Deza Fernanda Saponara Rivva |

## Medaillengewinner der U15
| Disziplin    | Gold                                                         | Silber                     | Bronze                                                |
| ------------ | ------------------------------------------------------------ | -------------------------- | ----------------------------------------------------- |
| Herreneinzel | Don Averia                                                   | Tony Liuzhou               | Darren Choi                                           |
| Herreneinzel | Don Averia                                                   | Tony Liuzhou               | Eric Duong                                            |
| Dameneinzel  | Lauren Lam                                                   | Sharon Au                  | Neha Shetty                                           |
| Dameneinzel  | Lauren Lam                                                   | Sharon Au                  | Cassandra Yu                                          |
| Herrendoppel | Don Averia Eric Duong                                        | Tony Liuzhou Derek Tan     | Armando Gaitan Sebastián Martínez Cardoso             |
| Herrendoppel | Don Averia Eric Duong                                        | Tony Liuzhou Derek Tan     | Mariano Novoa Aservi Gustavo Salazar De Souza Peixoto |
| Damendoppel  | Karina Chan Lauren Lam                                       | Nicole Ju Jacqueline Zhang | Sharon Au Rebecca Lee                                 |
| Damendoppel  | Karina Chan Lauren Lam                                       | Nicole Ju Jacqueline Zhang | Jeslyn Chow Tiffany Too                               |
| Mixed        | Gustavo Salazar De Souza Peixoto Ariana Airi Moromisato Kina | Winston Tsai Nicole Ju     | Don Averia Lauren Lam                                 |
| Mixed        | Gustavo Salazar De Souza Peixoto Ariana Airi Moromisato Kina | Winston Tsai Nicole Ju     | Tony Liuzhou Tammy Xie                                |

## Medaillengewinner der U13
| Disziplin    | Gold                             | Silber                   | Bronze                                                 |
| ------------ | -------------------------------- | ------------------------ | ------------------------------------------------------ |
| Herreneinzel | Siddhartha Javvaji               | Andrew Wang              | Andrew Yuan                                            |
| Herreneinzel | Siddhartha Javvaji               | Andrew Wang              | Daniel Bielin                                          |
| Dameneinzel  | Juliana Viana Vieira             | Kalea Sheung             | Jolie Wang                                             |
| Dameneinzel  | Juliana Viana Vieira             | Kalea Sheung             | Natalie Chi                                            |
| Herrendoppel | Daniel Bielin Siddhartha Javvaji | Adrian Mar Brandon Wu    | Viktor Gvosdar Sais Matheus Staropoli                  |
| Herrendoppel | Daniel Bielin Siddhartha Javvaji | Adrian Mar Brandon Wu    | Mariano Ernesto Velarde Alzamora Adriano Viale Aguirre |
| Damendoppel  | Netra Shetty Jolie Wang          | Natalie Chi Kalea Sheung | Sofia Alonso Juliana Viana Vieira                      |
| Damendoppel  | Netra Shetty Jolie Wang          | Natalie Chi Kalea Sheung | Fernanda Munar Solimano Rafaela Munar Solimano         |
| Mixed        | Andrew Yuan Kalea Sheung         | Andrew Wang Jolie Wang   | Siddhartha Javvaji Netra Shetty                        |
| Mixed        | Andrew Yuan Kalea Sheung         | Andrew Wang Jolie Wang   | Andrew Liang Kodi Lee                                  |

## Medaillengewinner der U11
| Disziplin    | Gold                      | Silber                                      | Bronze                                                         |
| ------------ | ------------------------- | ------------------------------------------- | -------------------------------------------------------------- |
| Herreneinzel | Weslie Chen               | Vasco Belmont Augusto                       | Jeffrey Chang                                                  |
| Herreneinzel | Weslie Chen               | Vasco Belmont Augusto                       | Kyle Wang                                                      |
| Dameneinzel  | Veronica Yang             | Savanna Lee                                 | Ella Lin                                                       |
| Dameneinzel  | Veronica Yang             | Savanna Lee                                 | Jaylyn Lee                                                     |
| Herrendoppel | Kai Chong Alvin Ng        | Arjun Chatterjee Weslie Chen                | Jonathan Silva Barbosa De Faria Marcos Manoel Da Silva Freitas |
| Herrendoppel | Kai Chong Alvin Ng        | Arjun Chatterjee Weslie Chen                | Vasco Belmont Augusto Ian Moromisato Namisato                  |
| Damendoppel  | Chloe Ho Veronica Yang    | Talli Chomchey Rivera Mirei Moromisato Kina | Jaylyn Lee Savanna Lee                                         |
| Damendoppel  | Chloe Ho Veronica Yang    | Talli Chomchey Rivera Mirei Moromisato Kina | Shary Andrade Yanque Estefania Canchanya Caycho                |
| Mixed        | Weslie Chen Veronica Yang | Alvin Ng Jaylyn Lee                         | Kyle Wang Savanna Lee                                          |
| Mixed        | Weslie Chen Veronica Yang | Alvin Ng Jaylyn Lee                         | José María Rendon Chirinos Talli Chomchey Rivera               |